# Élie Baup
Élie Baup (Saint-Gaudens, 1955. március 17. –) francia labdarúgókapus, edző.